# 12870 Rolandmeier
12870 Rolandmeier è un asteroide della fascia principale. Scoperto nel 1998, presenta un'orbita caratterizzata da un semiasse maggiore pari a 2,5738188 au e da un'eccentricità di 0,1755259, inclinata di 7,18371° rispetto all'eclittica.
L'asteroide è dedicato al chimico svizzero Roland C. Meier.